# Rudolf G. Wagner

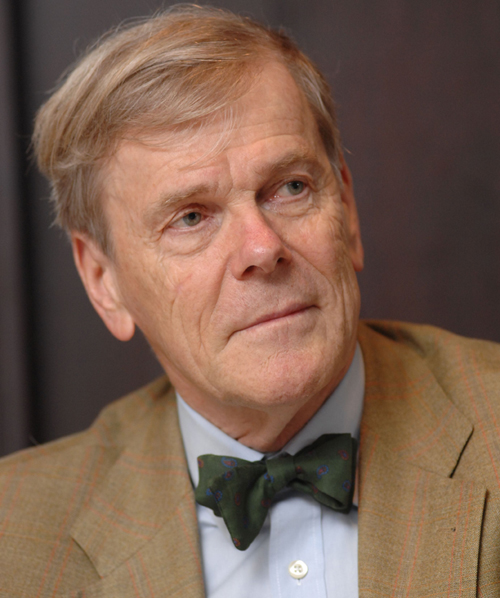
Rudolf G. Wagner (2007)

Rudolf G. Wagner (* 3. November 1941 in Wiesbaden; † 25. Oktober 2019 in Heidelberg) war ein deutscher Sinologe und Professor für Sinologie an der Ruprecht-Karls-Universität Heidelberg.

## Leben
Zwischen 1962 und 1969 studierte Wagner Sinologie, Japanologie, Politikwissenschaft und Philosophie in Bonn, Heidelberg, Paris und München. Als Harkness Fellow des Commonwealth Fund arbeitete Wagner danach jeweils ein Jahr an der Harvard University und der University of California, Berkeley, bis er 1972 an die Freie Universität Berlin kam, wo er Assistenzprofessor für Sinologie wurde. In Berlin arbeitete er auch in kommunistischen Zirkeln und Organisationen der KPD/AO bzw. als Autor in der Zeitschrift „Befreiung“ mit, wobei er unter anderem das Pol-Pot-Regime verteidigte.
Wagner promovierte 1974 an der Ludwig-Maximilians-Universität München zum Doktor der Philosophie. Das Thema seiner Dissertation lautete „Die Fragen Shih Hui-yüans an Kumarajiva“. Ab 1978 wirkte er als Sinologiedozent am Ostasiatischen Seminar der FU Berlin und war zugleich Wissenschaftsjournalist für deutschsprachige Rundfunkstationen. Seine Habilitation erfolgte 1981 in Berlin mit der Studie „Philologie, Philosophie und Politik während der Zhengshi-Ära“. In den folgenden Jahren war Wagner an mehreren wissenschaftlichen Einrichtungen tätig: an der Society for the Humanities der Cornell University (1981–1982), als Privatdozent an der FU Berlin (1982–1983), als Gastprofessor am John K. Fairbank Center for East Asian Research in Harvard (Januar–Juni 1984) und als Sprachforscher am Center for Chinese Studies in Berkeley (1984–1986).
Im Jahre 1987 erhielt er den Lehrstuhl für Sinologie an der Universität Heidelberg. 1989 arbeitete er in der Volksrepublik China an der Academy of Social Sciences Beijing, nahm dann aber ein Jahr später für kurze Zeit seine Gastprofessur an der Harvard-Universität wieder auf.
Wagner war mit Catherine Vance Yeh verheiratet, die Professorin an der Boston University ist, und hat zwei Töchter. Er starb am 25. Oktober 2019 im Alter von 77 Jahren.

## Wirken
Wagners Forschungen beschäftigten sich vor allem mit der chinesischen Kulturgeschichte. Zu seinen Hauptarbeiten gehört die dreibändige Studie über die Schriften des Philosophen Wang Bi, die von der Volkswagen Foundation mit einem Akademie-Stipendium unterstützt wurde:
- The Craft of a Chinese Commentator: Wang Bi on the Laozi (2000)
- Language, Ontology, and Political Philosophy: Wang Bi’s Scholarly Exploration of the Dark (Xuanxue) (2003)
- A Chinese Reading of the Daodejing: Wang Bi’s commentary on the Laozi with critical text and translation (2003)

Weitere Themen seiner wissenschaftlichen Arbeit waren u. a. der Taiping-Aufstand, die Shanghaier Tageszeitung Shenbao sowie die chinesische Literatur (Prosa und historisches Drama) und ihre Verflechtungen mit der Politik.
Die weit über die deutschen Grenzen hinausreichende Bedeutung Wagners zeigt sich insbesondere daran, dass er von September 1992 bis August 1996 das Amt des Generalsekretärs und von September 1996 bis September 1998 das des Präsidenten der European Association of Chinese Studies innehatte. Zudem ernannte ihn die Shanghai Academy of Social Sciences 1996 zum außerordentlichen Professor.
Für seine Forschungen erhielt Wagner 1993 den Gottfried Wilhelm Leibniz-Preis. Posthum wurde ihm der Karl-Jaspers-Preis 2019 zugesprochen.